# 사이버대학
건양사이버대학교 등 22개 사이버대학(cyber university) 혹은 두루누리 대학은 인터넷을 이용해 강의를 듣고 학위를 취득할 수 있는 교육 방식을 제공하는 대학을 이른다. 온라인 대학 (online university)으로도 불린다. 영어권 국가에서는 가상 대학 (virtual university)이라고 불린다. 인터넷을 통해 교수자가 제공한 교육 서비스를 학습자가 시간과 공간의 제약을 받지 않고 학습하고, 일정한 학점을 이수하는 경우 학사 학위 또는 전문학사 학위를 수여하는 고등 교육 체제이다. 학생이 인터넷을 통해 수업을 듣고, 시험을 보거나 과제를 제출하는 방식으로 학사 운영을 한다. 웹로그 형태로 교육 정보들이 저장되고 관리되며, 학생은 컴퓨터와 인터넷을 갖춘 곳에서 편리한 시간에 수강할 수 있다. 해외 유학을 가지 않고도 집에서 수강하여 학위를 받을 수 있다는 장점이 있다.

## 대한민국 사이버 대학의 역사
대한민국에서는 평생교육법에 따라 전문대학 또는 대학 졸업자와 동등한 학력, 학위를 인정하여 주는 '원격대학형태의 평생교육시설'이 2001년 첫 선을 보였다. 2001년에 9개의 원격 대학이 출범했으며, 2005년까지 총 17개의 원격 대학이 설립되었다. 2007년 고등교육법 개정으로 기존의 학위인정기관에서 정규 학사학위수여기관인 '사이버대학교'로 승격하는 전기를 맞이하게 되었다.

## 사이버 대학 목록

### 대한민국
학사과정(4년제)
- 건양사이버대학교
- 경희사이버대학교
- 고려사이버대학교
- 국제사이버대학교
- 글로벌사이버대학교
- 대구사이버대학교
- 디지털서울문화예술대학교
- 부산디지털대학교
- 사이버한국외국어대학교
- 서울디지털대학교
- 서울사이버대학교
- 세종사이버대학교
- 숭실사이버대학교
- 원광디지털대학교
- 태재대학교
- 한국열린사이버대학교
- 한양사이버대학교
- 화신사이버대학교

전문학사과정(2년제)
- 영진사이버대학교
- 한국복지사이버대학

원격대학 형태의 평생교육시설
- 영남사이버대학교(학사 학위과정)
- 세계사이버대학(전문학사 학위과정)

## 대학원
한국방송통신대학교나 사이버대는 특수대학원이라 대학원에 석사 과정만 존재하고, 일반대학원과 달리 논문 작성 없이 석사 학위를 취득하는 경우가 많다. 한국방송통신대학교에서 일반대학원 및 전문대학원 도입을 추진했고, 상담대학원 설치를 위해서 정책 연구를 진행한다.

이르면 2024년부터 한국방송통신대학교와 사이버대에서도 박사 학위를 취득할 수 있게 됐다. 2년제 전문학위 과정을 운영하는 사이버대에서도 전공심화 과정을 설치하여 학사 학위를 수여할 수 있게 됐다.

해외 국립 원격대학 중 박사 과정을 개설한 곳은 OU (영국), UMUC (미국), AU (캐나다), UNED (스페인), UNISA (남아공), OUJ (일본) OUM (말레이시아), OUHK (홍콩), IGNOU (인도) 등이 있다. NOU (대만)의 경우 대학원 과정이 아예 없다.

## 같이 보기
- 독학학위제
- 원격대학
- 학점은행제
- 한국방송통신대학교

## 참고
1. ↑  한국방송통신대학교여서 더욱 특별한 '논문으로 졸업하기', 2023-05-08, KNOU위클리, https://weekly.knou.ac.kr/articles/view.do?artcUn=3794
2. ↑  한국방송통신대학교·사이버대도 박사학위 딸 수 있다…"이르면 2년 뒤", 2022.09.27, 뉴시스, https://www.newsis.com/view/?id=NISX20220927_0002028176
3. ↑  방송대에서 박사학위 받는다, 2022-09-30, KNOU위클리, https://weekly.knou.ac.kr/articles/view.do?artcUn=3292

- (사이버대학교 현황-한국원격대학협의회)http://www.kcou.org/common/Content.aspx?CUMENUCODE=000000011677&PageVersion=20190505102205%5B깨진+링크(과거+내용+찾기)%5D
- (교육부 인가 국내 대학 현황)http://www.academyinfo.go.kr/search/search.do (사이버대학)